# 李时良
李时良（1894年—1974年），又名圣锡，浙江宁波人，上海工人运动的领袖之一。
李时良于1924年起在江南造船所作工。1927年曾参加过上海工人第三次武装起义。此后一直担任造船所工会常委、执委。1937年抗日战争爆发后离开江南造船所，在斜桥中央旅馆设立造船所工会临时办事处。1945年在中国共产党帮助下成立造船所工会临时办事处，但翌年被迫解散。后出任工人福利会执行委员。1949年作为特邀人士出席中国人民政治协商会议第一届全体会议并当选全国政协委员。中华人民共和国成立后，曾担任江南造船厂工会副主席、上海市人民政府人民监察委员会委员等职。1956年加入中国共产党。1958年退休。1974年逝世。